# Leonhard Pohl
Leonhard „Leo” Pohl (ur. 18 lipca 1929 w Olsztynie, zm. 23 kwietnia 2014 w Pfungstadt) – zachodnioniemiecki lekkoatleta (sprinter), medalista olimpijski z 1956.
Startował w mistrzostwach Europy w 1954  w Bernie, gdzie zajął 4. miejsce w biegu na 100 metrów, odpadł w eliminacjach biegu na 200 metrów, a sztafeta 4 × 100 metrów z jego udziałem została zdyskwalifikowana w eliminacjach.
Zdobył brązowy medal w sztafecie 4 × 100 metrów na igrzyskach olimpijskich w 1956 w Melbourne startując we wspólnej reprezentacji olimpijskiej Niemiec. Sztafeta biegła w składzie: w składzie: Lothar Knörzer, Pohl, Heinz Fütterer i Manfred Germar. Na tych samych igrzyskach startował w biegu na 200 metrów, ale odpadł w półfinale.
Pohl był wicemistrzem RFN w biegach na 100 i na 200 metrów w 1954 oraz brązowym medalistą na tych dystansach w 1955 i 1957.
14 października 1956 biegł na trzeciej zmianie zachodnioniemieckiej sztafety 4 × 100 metrów (przed nim biegli Lothar Knörzer i Manfred Steinbach, a po nim Manfred Germar), która ustanowiła wynikiem 40,0 rekord kraju i rekord Europy w tej konkurencji.
W 1957 otrzymał Srebrny Liść Laurowy.
Był zawodnikiem klubu TSV Pfungstadt.